# Тигрова боция
Тигровата боция, още Боция клоун (Chromobotia macracanthus), е вид тропическа сладководна риба от семейство Botiidae. Тя е единственият член на род Chromobotia, и е много популярна риба, продаваща се по цял свят.

## Разпространение и местообитание
Тези риби произхождат от островите Суматра и Борнео в Индонезия. Предпочитат вода с pH 5–8, твърдост 5–15 dGH и температура 25-30 °C.

## Описание
Тигровите боции имат дълго и странично сплескано тяло, със сводеста дорзална повърхност и плоска вентрална повърхност. Оцветени са в оранжево, с три черни ивици. На дължина достигат от 18 до 40 cm. Около устата им са разположени три двойки мустаци, служещи за търсене на храна.

## Хранене
Хранят се с дребни червеи, ракообразни, скариди, люспи и др.